# Eberhard Reinert
Eberhard Reinert (* 8. Mai 1893 in Groß Strehlitz, Oberschlesien; † 16. Oktober 1982 in Wiesbaden) war ein deutscher Offizier, Nachrichtenmann und Politiker (DP).

## Leben und Wirken

### Jugend und Militärlaufbahn
Reinert war ein Sohn des Majors Felix Reinert und seiner Ehefrau Elisabeth, geborene Guse. In seiner Jugend wurde er privat unterrichtet, anschließend besuchte er ein Gymnasium in Freienwalde.
Bereits als Heranwachsender schlug Reinert die Militärlaufbahn ein: Zu diesem Zweck durchlief er die Kadettenanstalten Köslin und Lichterfelde (1904 bis 1908 bzw. 1908 bis 1912), um nach der Reifeprüfung zum 22. März 1912 als Fähnrich in das Infanterie-Regiment Graf Kirchbach (1. Niederschlesisches) Nr. 46 in Posen einzutreten. Von August 1912 bis April 1913 besuchte er die Kriegsschule in Hannover. Die Beförderung zum Leutnant folgte am 16. Juni 1913 (mit Patent zum 2. Juni 1911).
Von 1914 bis 1918 nahm Reinert am Ersten Weltkrieg teil. Im Krieg wurde er als Zug-, Kompanie- und Bataillonsführer sowie als Bataillons-, Regiments- und Brigadeadjutant eingesetzt. Er wurde mehrfach verletzt (Verlust des Gehörs auf der rechten Seite) und mit dem EK beider Klassen und dem Hohenzollern’schen Hausorden ausgezeichnet. Am 18. August 1916 wurde er zum Oberleutnant befördert.
Im September 1918 geriet Reinert in englische Kriegsgefangenschaft. Im Sommer 1919 gelang es ihm, aus der Gefangenschaft im Lager Wes-Pen bei Le Havre zu entkommen und nach Spanien zu fliehen. Von dort konnte er im Oktober 1919 über Italien nach Deutschland zurückkehren.
Aus der Armee schied Reinert zum 31. März 1920 aus. Zum 14. Mai 1920 erhielt er nachträglich noch den Charakter eines Hauptmanns. Er ließ sich nach seinem Ausscheiden aus dem Militär in Kassel nieder. Dort war er zunächst kurzzeitig in der Generalvertretung der Versicherung des Automobilklubs von Deutschland für Hessen-Kassel tätig, um dann den Aufbau der Landesleitung Groß-Hessen der Organisation Escherisch zu übernehmen.

### Laufbahn als Nachrichtendienstler (1920 bis 1934)
Vom 1. Oktober 1920 bis 31. März 1931 stand Reinert im Dienst des Nachrichtendienstes beim Deutschen Überseedienst (DÜD), für den er Aufgaben im Bereich der Spionage und der Abwehr versah. In den Jahren 1921 bis 1928 war er im Kasseler Büro des DÜD tätig, wo er in engster Zusammenarbeit mit Herbert von Bose stand. In dieser Stellung war Reinert u. a. in die Intrige verwickelt, mit der die Reichswehr und politische Rechtskreise 1926 versuchten, Artur Mahraun als Chef des Jugo zu stürzen. Außerdem stand er in Kontakt zu den Hintermännern des Rathenau-Mordes von 1922. Das Hauptaugenmerk seiner Arbeit in Kassel galt jedoch der Spionageabwehr gegen Frankreich. Insbesondere war er auch am Abwehrkampf gegen die französische Besetzung des Ruhrgebietes beteiligt.
Nach der Auflösung der Kasseler Dienststelle wurde Reinert im Oktober 1930 in das Berliner Büro des DÜD versetzt, wo er bis zu dessen Liquidierung am 31. März 1931 tätig war. Vom 1. Mai 1931 bis 31. Dezember 1932 war Reinert im Nachrichtendienst des Stahlhelms unter Jenö von Egan-Krieger tätig. In dieser Stellung unterhielt er weiterhin Kontakte zu Bose, zu Heinrich Gärtner, Herbert von Mudra und zahlreichen anderen Journalisten und politischen Zwischenträgern. Nebenbei war er seit Herbst 1931 ehrenamtlich im Rahmen des Allgemeinen Verbandes für Arbeitsbeschaffung und Erwerbsförderung tätig. In seiner Freizeit entwickelte er ein Scheinmaschinengewehr für die Schießausbildung.
Von Juli 1933 bis Anfang Januar 1934 war Reinert in dem von Konrad Nussbaum aufgezogenen Nachrichtendienst des Diels’schen Gestapa tätig. Einem Bericht der Gauleitung Groß-Berlin vom März 1934 zufolge richtete seine Tätigkeit für diesen Dienst sich „in erster Linie […] gegen die Machenschaften die vom Ausland, vor allem durch die Emigranten, gegen den nationalen Staat geführt wurden.“ Ferner soll Reinert durch seine Vertrauensleute die Verbindungen zwischen amtlichen Persönlichkeiten in Deutschland und ausländischen Staatsstellen bzw. zwischen Stellen des politischen Katholizismus und „jüdisch-freimaurerischer Kreise“ in Deutschland einerseits und ebensolchen Stellen im Ausland ausgekundschaftet haben.
Am 20. Januar 1934 wurde Reinert auf persönliche Anweisung von Hermann Göring hin von der Gestapo in Schutzhaft genommen und bis zum 20. März 1934 im KZ Columbia-Haus festgehalten. Hintergrund dieser Maßnahme war, dass festgestellt worden war, dass Reinert einem Spitzel namens Schmerl interne Informationen des Gestapa mitgeteilt hatte, die dieser für einen „großangelegten Nachrichtenbetrug“ benutzte.

### Späteres Leben
Anfang April 1934 übernahm Reinert eine Stellung als Kassenwart des Reichsverbandes Nationaler Korrespondenzverleger. Zum 1. August 1935 kehrte er in den Dienst der Armee zurück: Zunächst wurde er als E-Offizier verwendet. Zum 1. Februar 1940 wurde er – seit dem 2. August 1936 im Rang eines Majors stehend – wieder in den aktiven Militärdienst zurückversetzt: Im weiteren Verlauf des Krieges wurde er als Bataillonskommandeur, Regimentsführer und Regimentskommandeur eingesetzt. Bei Kriegsende hatte Reinert den Rang eines Obersten erreicht.
Nach 1945 lebte Reinert zunächst auf einem Rittergut in Wettesingen im ehemaligen Landkreis Wolfhagen (Wettesingen Nr. 3). Seinen Lebensunterhalt verdiente er jetzt als Landwirt und Pelztierzüchter. 1957 kandidierte Reinert für die Deutsche Partei im Wahlkreis 126 für den Bundestag und in den Jahren 1953 und 1957 für den Hessischen Landtag. Am 16. August 1955 verzog er nach Wiesbaden, wo er seine letzten Lebensjahre verbrachte.

## Ehe und Familie
Reinert war seit dem 31. Mai 1921 verheiratet mit Barbara von Doemming (* 30. September 1894 in Altona; 25. April 1976 in Kiedrich). Aus der Ehe gingen drei Kinder – Wulf (* 19. April 1922; † 1942), Gisela (* 25. Oktober 1923 in Kassel) und Regina (* 11. Juni 1927 in Kassel) – hervor.

## Archivarische Überlieferung
Im Bundesarchiv-Militärarchiv haben sich zwei Militärpersonalakten zu Reinert erhalten (PERS 6/300413 und PERS 6/6026).